# DN3C
De DN3C (Drum Național 3C of Nationale weg 3C) is een weg in Roemenië. Hij loopt van Constanța naar Ovidiu. De weg is 12 kilometer lang.